# Francisco José Cox Huneeus
Francisco José Cox Huneeus (ur. 18 grudnia 1933 w Santiago de Chile, zm. 12 sierpnia 2020) – chilijski były duchowny rzymskokatolicki, w latach 1990-1997 arcybiskup La Serena.

## Życiorys
Święcenia kapłańskie przyjął 16 lipca 1961. 14 grudnia 1974 został prekonizowany biskupem Chillán. Sakrę biskupią otrzymał 2 marca 1975. 4 sierpnia 1985 został mianowany sekretarzem Papieskiej Rady ds. Rodziny, a 9 listopada zrezygnował ze stolicy biskupiej. 22 stycznia 1985 został mianowany koadiutorem archidiecezji La Serena. 29 września 1990 objął urząd ordynariusza. 16 kwietnia 1997 zrezygnował z urzędu. 11 października 2018 został przeniesiony do stanu świeckiego z powodu oskarżeń o wykorzystywanie seksualne małoletnich.